# Петріашвілі Гурам Мелентійович
Гурам Мелентійович Петріашвілі (16 травня 1942, с. Цагері, Грузія) — грузинський поет та казкар, кіноактор і кінорежисер.

## Біографія
Народився у гірському селі в сім'ї вчителів. У 1964 році закінчив механіко-математичний факультет Тбіліського державного університету.
Літературною творчістю почав займатися ще під час навчання в університеті, 1963 року. Перші твори опублікував у 1966 році.
У 1969 році переїхав до Чернівців, де працював телеоператором на Чернівецькому телебаченні, заприятелював з Володимиром Івасюком.
У 1972 році видав свою першу книгу — переклад з української мови роману Миколи Олійника про Лесю Українки — «Дочка Прометея». Наступного року вийшла його перша збірка казок.
1979 року закінчив режисерський факультет Тбіліського інституту театрального мистецтва. Крім постановок фільмів і мультфільмів, він писав сценарії для мультфільмів, знімався як актор.
З 1988 року включився в громадсько-політичну діяльність. Безпосередній учасник кривавих подій в Тбілісі 9 квітня 1989 року.
28 жовтня 1990 року Гурама Петріашвілі обрали депутатом Верховної Ради Грузії, отримав посвідчення під № 1. Очолив комісію з літератури і мистецтва. Підтримував першого президента Грузії Звіада Гамсахурдіа. Після насильного усунення Гамсахурдіа від влади на початку 1992 року, перебрався разом з ним до Чечні. Був один з засновником Верховної Ради Грузії на вигнанні. У листопаді 1992 року прибув до України як представник Гамсархудіа для налагодження контактів з українськими національними організаціями. Згодом повернувся до Чечні. Після загибелі Гамсахурдіа перебрався до України. Де познайомився з багатьма діячами політики (Просвіта, та творчою інтелігенцією, зокрема з Геннадієм Єршовим, Василем Чепурним).
Декілька років працював у Чернігові на міському та обласному телебаченні (дружина — українка родом з Чернігова). Створив близько 50 передач про діячів української культури і 16 художніх відеофільмів. Згодом перебрався до Києва, працює на студії «Укртелефільм».
Член Національної спілки письменників України.
Повернувся до Грузії.

## Творчий доробок

### Кінематограф
У Грузії Гурам Петріашвілі здійснив постановку трьох художніх фільмів — «Одного разу», «Про що співають солов'ї», «Пригоди Еллі і Рару», та двох мультиплікаційних фільми — «Кактус» і «Дарувати квіти». Спільно написав сценарії для чотирьох мультиплікаційних фільмів. Знімався як актор у багатьох фільмах, зокрема «Нейлонова ялинка», «Блакитні гори», «Дон-Кіхот», «Великий похід за молодою», «Лист до ялинок», «Непорушний храм», «Революція продовжується» (Болгарія), «Кілька інтерв'ю з особистих питань», «Пани авантюристи», «Осада» та інші.
В Україні підготував понад 100 телепередач про українську культуру, художніх та лялькових відеофільмів. У Чернігові у Борисоглі́бському соборі зняв документальну стрічку з першої виставки Геннадія Єршова.Згодом у Києві зняв документальні стрічки про поета Миколу Вінграновського та актора Анатолія Хостікоєва.

### Літературна діяльність
Видав декілька книг казок, які були перекладені на багато мов світу, зокрема українську, японську, німецьку, литовську, словацьку, естонську та російську мови. Також йому належить дві книги його публіцистичних статей та літературної критики, чотири збірки віршів.
В Україні активно публікує статті про діячів української та грузинської культури, взаємини двох народів у різних періодичних виданнях. Написав велику кількість поезій грузинською мовою. Українською мовою видані для дітей «Казки маленького міста» і «Пригоди Еллі та Рару», «Казки дідуся Гурама»